# Regiones de Dinamarca

Regiones de Dinamarca

Los municipios de Dinamarca

Las cinco regiones son unidades administrativas elegidas cuyas principales tareas son la asistencia sanitaria, el desarrollo regional y el funcionamiento de una serie de instituciones sociales. Las regiones se crearon el 1 de enero de 2007 como parte de la Reforma Estructural, que suprimió los 13 condados. El Gobierno del Reino Unido y el Partido Popular Danés alcanzaron un acuerdo sobre la reforma estructural en junio de 2004.
Cada región está gobernada por un consejo regional elegido de 41 miembros, cuyo líder político tiene el título de presidente del consejo regional. Las regiones se rigen por un sistema de comité ejecutivo flexible, lo que significa que el comité ejecutivo es el único comité distinto del consejo regional que puede tomar decisiones y el único comité permanente. El comité ejecutivo debe tener un mínimo de 11 y un máximo de 19 miembros. Las elecciones al consejo regional se celebran al mismo tiempo que las elecciones municipales. Las primeras elecciones al consejo regional se celebraron el 15 de noviembre de 2005.
El 23 de marzo de 2006, las regiones constituyeron la organización de intereses Regiones Danesas. Regiones Danesas vela por los intereses de las regiones a nivel nacional e internacional a través de una oficina en Bruselas, la capital de la UE.
Hay un total de 98 municipios en las 5 regiones.
A diferencia de los municipios comarcales, las regiones no son municipios y, por tanto, no tienen derecho a llevar un escudo de armas. 

## División geográfica
Dinamarca se divide en las siguientes regiones:
- La región de Jutlandia Septentrional con administración central en Aalborg cubre el antiguo condado de Jutlandia Septentrional, la parte norte del condado de Viborg y una parte más pequeña del condado de Aarhus.
- La región de Jutlandia Central con administración central en Viborg cubre el antiguo condado de Ringkjøbing, la mayor parte del condado de Århus, la parte sur del condado de Viborg y la parte norte del condado de Vejle .
- La región de Dinamarca del Sur con administración central en Vejle cubre los antiguos condados de Fionia, Ribe y Sønderjylland, así como la parte sur del condado de Vejle .
- La Región Capital con administración central en Hillerød cubre los antiguos condados de Copenhague y Frederiksborg, los municipios de Copenhague y Frederiksberg, así como el municipio regional de Bornholm .
- La región de Selandia con administración central en Sorø cubre los antiguos condados de Roskilde, Storstrøm y Vestsjælland .

En concreto, las ciudades que perdieron su condición de cabeceras de comarca como consecuencia de la reforma estructural se vieron favorecidas con diversas oficinas de la administración estatal.
A partir del 1 de abril de 2019, los Tribunales de Familia y la Agencia Danesa para la Contratación Internacional y la Integración formarán la administración estatal con oficinas en toda Dinamarca.

## El cometido de las regiones
Según la Ley Regional, las tareas de la región son: 
- El sistema hospitalario, incluidos hospitales, psiquiatría y seguros de salud, incluidos médicos y especialistas privados.
- Desarrollo regional, incluido el medio ambiente, las empresas, el turismo, el empleo, la educación y la cultura, así como el desarrollo de las zonas periféricas y rurales de las regiones. Servicios de secretaría para los foros de crecimiento regional.
- Contaminación del suelo
- Cartografía y planificación de materias primas
- Funcionamiento de una serie de instituciones para colectivos vulnerables y con necesidades especiales en el ámbito de la educación social y especial
- Creación de una empresa de transporte para la región.

A diferencia de los municipios comarcales anteriores, las tareas no se financian mediante una combinación de impuestos y subvenciones, sino únicamente con subvenciones. La contribución sanitaria se suprimirá por completo a partir del 1 de enero de 2019, ya que la financiación procederá ahora del correspondiente aumento del impuesto sobre la renta (impuesto básico).

### Centro para personas víctimas de abusos sexuales
Desde 2013, las instituciones independientes que tratan a personas víctimas de abusos sexuales están reunidas en tres centros para personas víctimas de abusos sexuales en Dinamarca: CSM Este, CSM Centro Norte y CSM Sur. El Centro de Abusos Sexuales no forma parte de las regiones ni de los municipios, sino que se financia con créditos de la Ley de Finanzas, que concede el Parlamento danés cada año con cargo a los fondos comunes del SATS. La línea directa 116 000 está afiliada al Centro Thora de Holte, que forma parte de la colaboración en el Centro de Abusos Sexuales.

## Riqueza en las regiones danesas
| Región                         | Renta disponible per cápita € 2020 |
| ------------------------------ | ---------------------------------- |
| Región Capital                 | 17.700                             |
| Región Selandia                | 16.800                             |
| Región Jutlandia Central       | 16.400                             |
| Región Dinamarca del Sur       | 16.300                             |
| Región Jutlandia Septentrional | 16.300                             |